# كور ديزاين
كور ديزاين (بالإنجليزية: Core Design) هو ستوديو سابق لتطوير ألعاب الفيديو ، تأسس عام 1988 بمدينة ديربي بإنجلترا ثم تم الاستحواذ عليه عن طريق شركة إيدوس إنترأكتيف إلى أن توقف عن العمل عام 2006. عرفت بصنع السلسلة الشهيرة تومب رايدر.

## الألعاب
- هوك الانتقام من الكابتن هوك
- تومب رايدر
- تومب رايدر 2
- قتال القوة
- نينجا:شادو أف داركنس
- تومب رايدر ثلاثة
- قتال القوة 2
- تومب رايدر: ذا لاست ريفيلايشن
- تومب رايدر: كرونيكلز
- تومب رايدر: ذا أينجل أوف داركنس